# Acidaliastis porphyretica
Acidaliastis porphyretica là một loài bướm đêm trong họ Geometridae.